# Golden retriever
Golden retriever er en meget populær britisk hunderace af mellemstore hunde, kendetegnet ved deres gyldne pelsfarve der tæller alle nuancer, fra næsten hvide til mørkgylden og over i næsten rødgylden.
Racen tilhører gruppen af retrievere eller apporterende hunde, deriblandt også Flatcoated, Curlycoated, Chesapeake bay, Nova Scotia Duck Tolling og Labrador retrieveren, og den har ligesom de andre et naturligt instinkt for at hente såvel nedskudte fugle under jagt som kastet legetøj. Den har et middelhøjt aktivitetsniveau og er en god svømmer.
Men det var netop med jagtbrug i tankerne at golden retrieveren blev fremavlet i Storbritannien i 1800-tallet – dens gode lugtesans og bløde mund gjorde den velegnet til at finde og tilbagebringe byttet, men i dag bruges den pga. dens rolige og venlige sind primært som familiehund, men også i forbindelse med redningsarbejde og som bombe- eller narkohund.

## Galleri
- En golden retriever hvalp
- Fire år gammel retrieverhan
- En svømmende golden retriever
- Mange golden retrievere er fotogene
- En golden fra jagtlinjen (lettere kropsbygning) og en lysere golden fra udstillingslinjen (kraftigere kropsbygning)